# Чемпіонат світу з біатлону 1962
4-ий чемпіонат світу з біатлону відбувся у 1962 році в Гямеенлінна, Фінляндія. До програми чемпіонату входили тільки 20-кілометрові індивідуальна та командна гонки.

## Чоловічі результати

### 20 км індивідуальна гонка
| Медаль | Ім'я               | Країна    | Промахи | Результат | Відставання |
| ------ | ------------------ | --------- | ------- | --------- | ----------- |
| 1      | Володимир Меланьїн | СРСР      | 2       | 1:23:30   |             |
| 2      | Антті Тирвайнен    | Фінляндія | 1       | 1:24:08   | 38          |
| 3      | Валентин Пшеницин  | СРСР      | 1       | 1:24:17   | 47          |

Кожен промах приносив 2 хвилини штрафу.

### 20 км командна гонка
| Медаль | Країна    | Штрафи | Результат | Відставання |
| ------ | --------- | ------ | --------- | ----------- |
| 1      | СРСР      | 7      | 4:12:38   |             |
| 2      | Фінляндія | 4      | 4:20:45   | 8:07        |
| 3      | Норвегія  | 14     | 4:36:55   | 24:17       |

Залік проводився за сумою результатів трьох найкращих спортсменів у індивіуальній гонці.

## Таблиця медалей
| Місце | Країна    | 1 | 2 | 3 | Всіх |
| ----- | --------- | - | - | - | ---- |
| 1     | СРСР      | 2 | 0 | 1 | 3    |
| 2     | Фінляндія | 0 | 2 | 0 | 2    |
| 3     | Норвегія  | 0 | 0 | 1 | 1    |